# グナエウス・ポンペイウス・ミノル
グナエウス・ポンペイウス（・マグヌス）（ラテン語: Gnaeus Pompeius (Magnus)、 紀元前75年頃 - 紀元前45年4月12日）は、共和政ローマ末期の軍人。同名の父グナエウス・ポンペイウス（以下、大ポンペイウスと表記）と区別するため小ポンペイウス、ラテン語では（グナエウス・）ポンペイウス（・マグヌス）・ミノル（(Gnaeus) Pompeius (Magnus) minor）とも称される。母は父の3番目の妻・ムキアで、セクストゥス・ポンペイウスの兄。

## 生涯
紀元前49年、父がガイウス・ユリウス・カエサルとの内戦に突入すると、小ポンペイウスも父に従ってエジプトへ渡り、艦隊を率いた。また、エジプトではクレオパトラ7世と親密な関係にあったとされる（プルタルコス「英雄伝」アントニウス26）。紀元前49年8月、ファルサルスの戦いで父が率いる元老院派が敗退した後は、父と別れてアフリカ属州の州都ウティカへと逃れた。
父がエジプトで殺害された後、クィントゥス・カエキリウス・メテッルス・ピウス・スキピオ・ナシカやマルクス・ポルキウス・カトら元老院派と共に戦線の再構築を図ったが、紀元前46年4月にタプススの戦いで敗北し、メテッルス・スキピオやカトは敗死した。小ポンペイウスはバレアレス諸島へ逃れて、同じく落ち延びたティトゥス・ラビエヌスや弟セクストゥスらと合流した。
ヒスパニアに上陸してヒスパニアの原住民を懐柔して戦力化すると共に元老院派の残兵を糾合して軍を組織した小ポンペイウスらは、ヒスパニア属州の州都コルドバを含むヒスパニアのほぼ全土を勢力圏に入れた。紀元前45年3月17日、元老院派（ポンペイウス派）討伐にヒスパニアへ進軍したカエサル軍と衝突した（ムンダの戦い）。激戦となったものの、元老院派は約30,000の戦死者を出して敗北し、ラビエヌスらが戦死した。小ポンペイウスは再び逃れたものの、カエサル軍によって捕らえられ、4月12日に殺害された。セクストゥスは大西洋岸まで逃れ、その後10年にわたってローマへの抵抗を続けることとなった。
小ポンペイウスはクラウディアという名の女性と結婚していたが、子供はいなかったという。

## 参考資料
- T. R. S. Broughton (1952). The Magistrates of the Roman Republic Vol.2. American Philological Association